# Conferência de Seattle
A Conferência de Seattle, nos Estados Unidos, é a conferência que cria o único bloco econômico do século XX intercontinental e é um bloco econônico de livre comércio de países em torno do Oceano Pacífico, nascido em 1993.

## Objetivos
A conferência cria a Cooperação Econômica da Ásia e do Pacífico (APEC) que engloba países da Ásia, Oceania e América, e economias fortes como Japão, Estados Unidos, República Popular da China, Rússia, Coreia do Sul, Canadá, Hong Kong, Taiwan, Austrália, Nova Zelândia e Brunei, além de outros países: Singapura, Papua-Nova Guiné, México, Tailândia, Indonésia, Filipinas, Vietnã, Chile, Peru e Malásia.

### Importância econômica
A APEC é o mais importante bloco econômico, que visa o amadurecimento e o crescimento de seus países em desenvolvimento e dinamizar as economias de países ricos, que estejam em torno do Oceano Pacífico. 

### Importância social
A APEC nasceu com a união de vários outros blocos e países. A APEC planeja vários projetos como da erradicação de várias doenças. E o controle de outras graves pandemias como a AIDS, e outros males do mundo como: terrorismo, outros projetos de energia: petróleo e a questão da mulher e da criança.
A APEC é tão forte que compreende seu Produto Interno Bruto (PIB) com metade do mundo e 40% do comércio mundial.